# Roderic O'Conor
Roderic Anthony O'Conor (Castleplunket, 17 de octubre de 1860–Nueil-sur-Layon, 18 de marzo de 1940) fue un pintor y grabador irlandés. 

## Biografía
Estudió en la Royal Hibernia Academy of Art de Dublín, y posteriormente en Amberes, antes de ir a París, donde recibió la influencia de los impresionistas.
Fue miembro de la llamada Escuela de Pont-Aven, un grupo de artistas establecido en la localidad bretona de Pont-Aven entre 1888 y 1894, liderados por Paul Gauguin. Se enmarcaron en un estilo heredero del postimpresionismo con tendencia al primitivismo y gusto por lo exótico. Estos artistas mostraron su obra en la exposición titulada Pintores simbolistas y sintetistas organizada en el Café Volpini de París en 1889.
Su método de pintura con líneas texturizadas en colores contrastantes también le debe mucho a Vincent Van Gogh.

## Galería

Obras de Roderic O'Connor
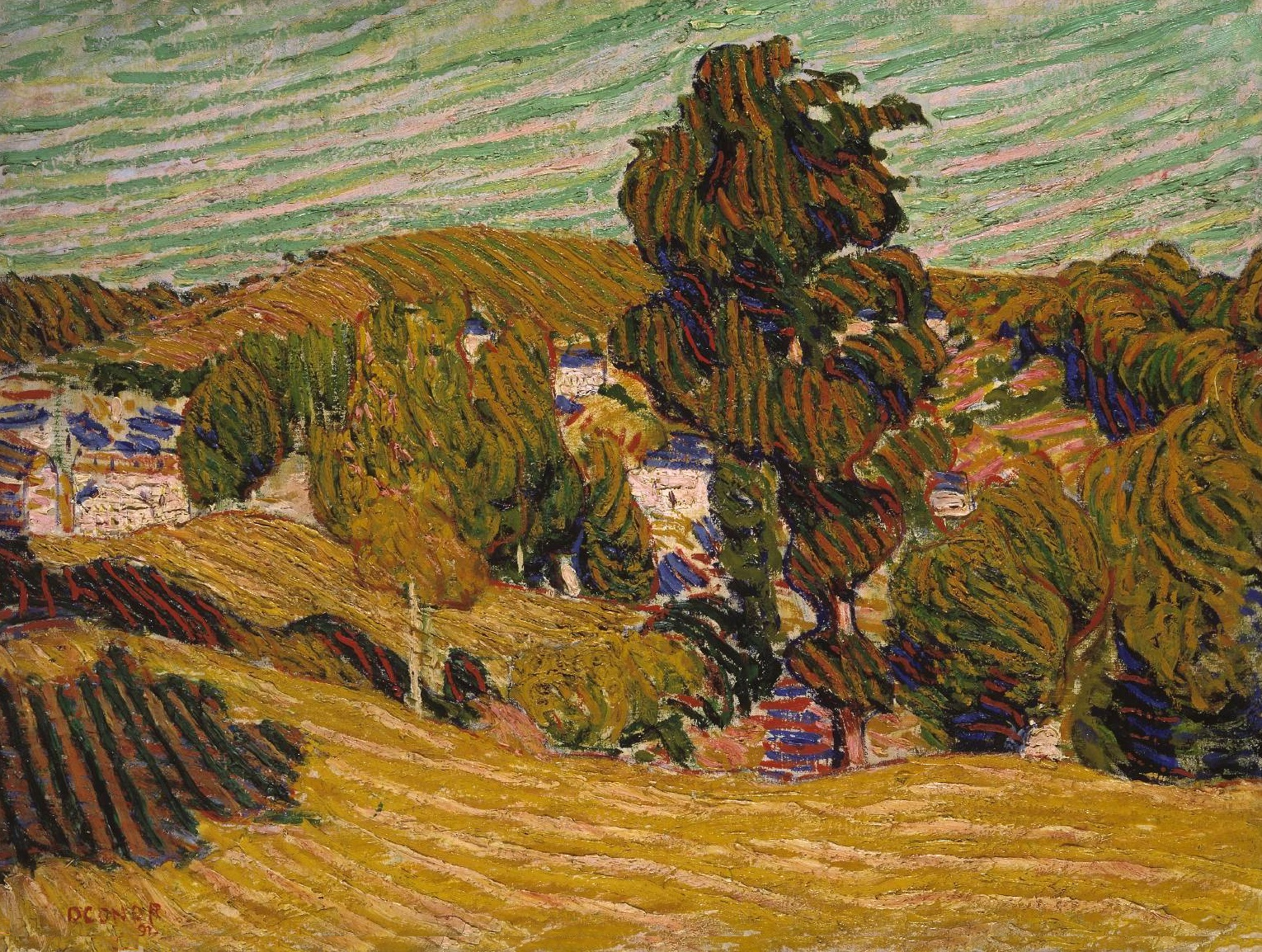
Yellow landscape, 1892 (The Tate, London)
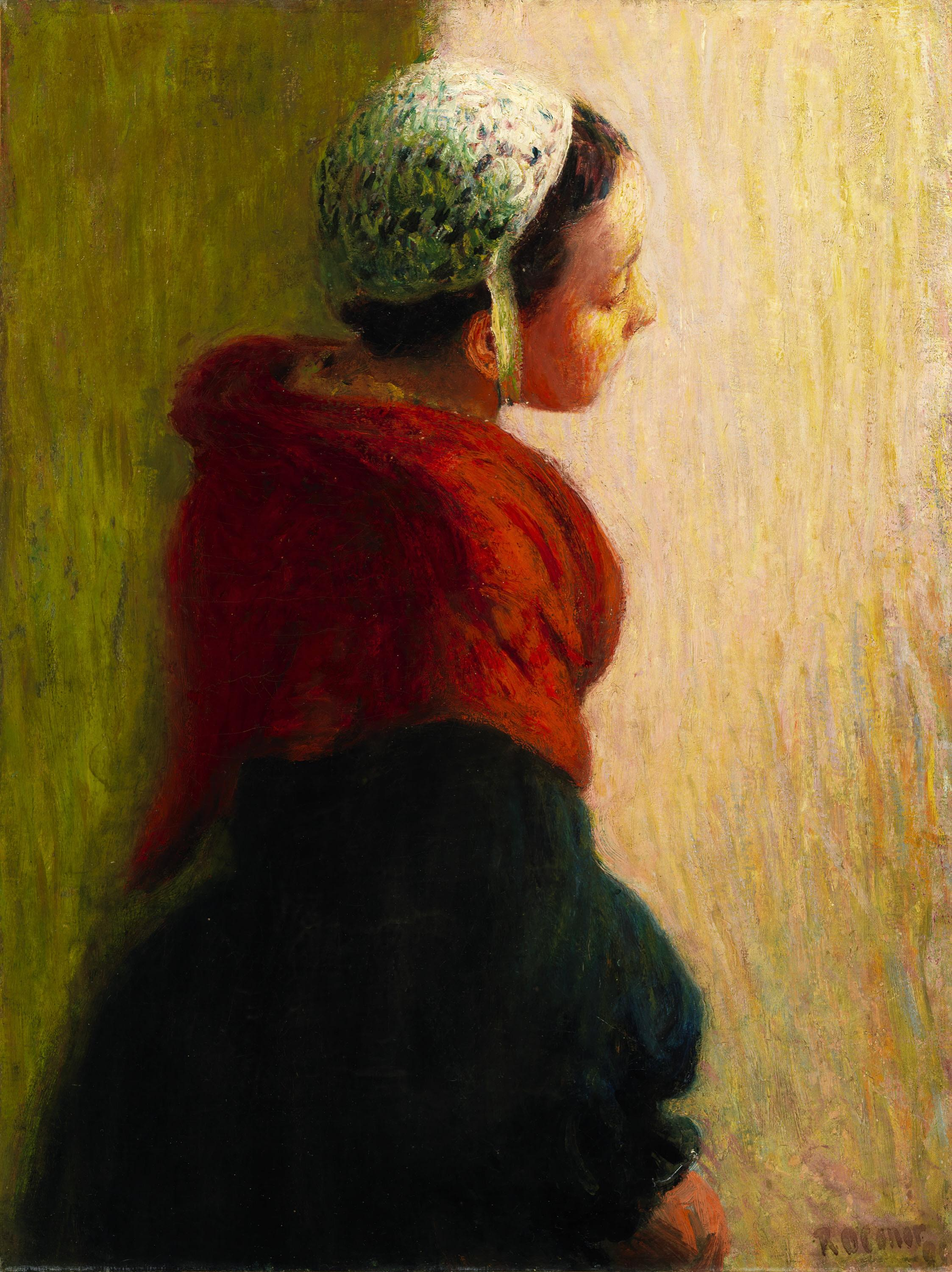
La Jeune Bretonne, 1895 (National Gallery, Dublin)
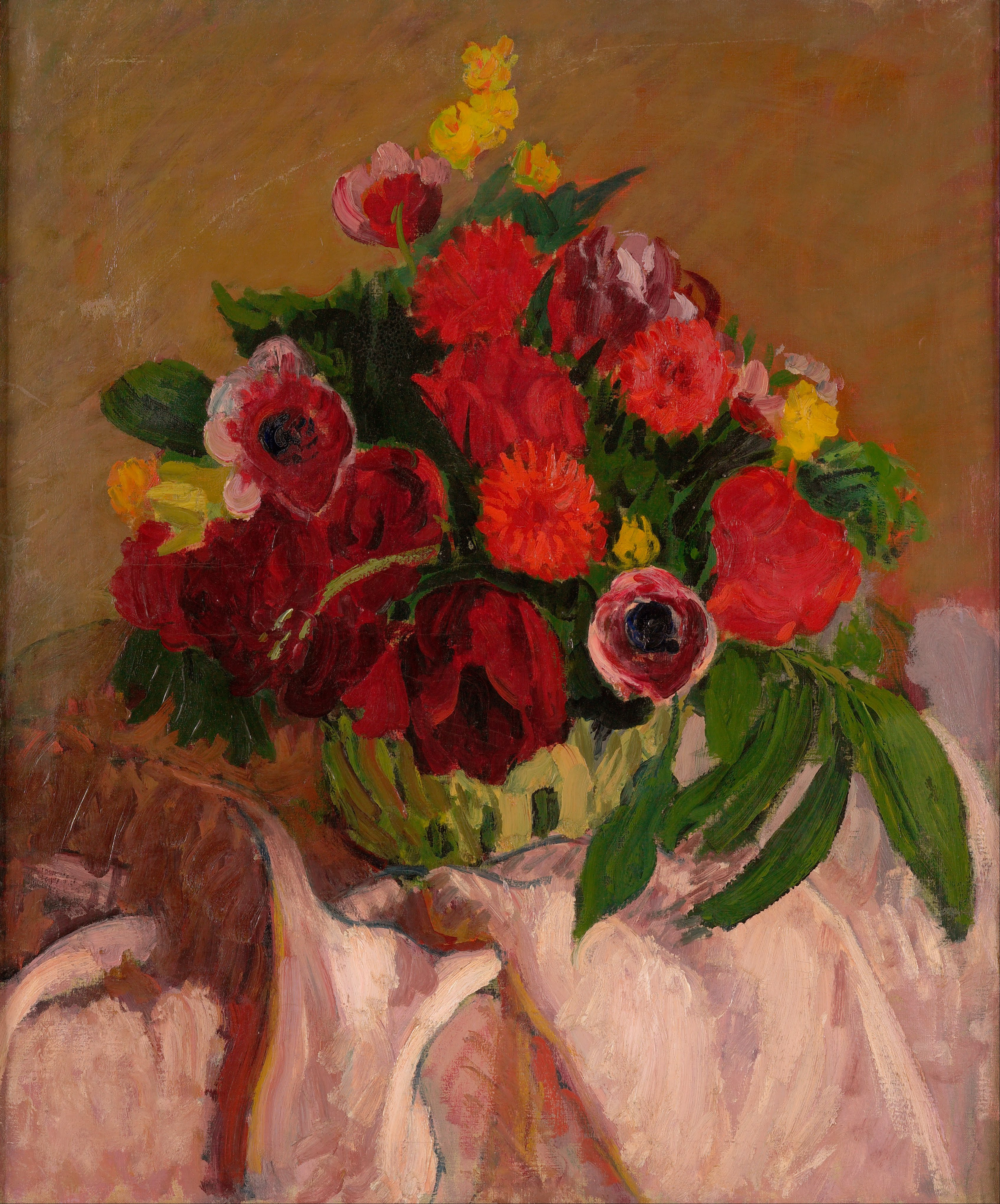
Mixed flowers on pink cloth, circa 1916 (Te Papa, Wellington)
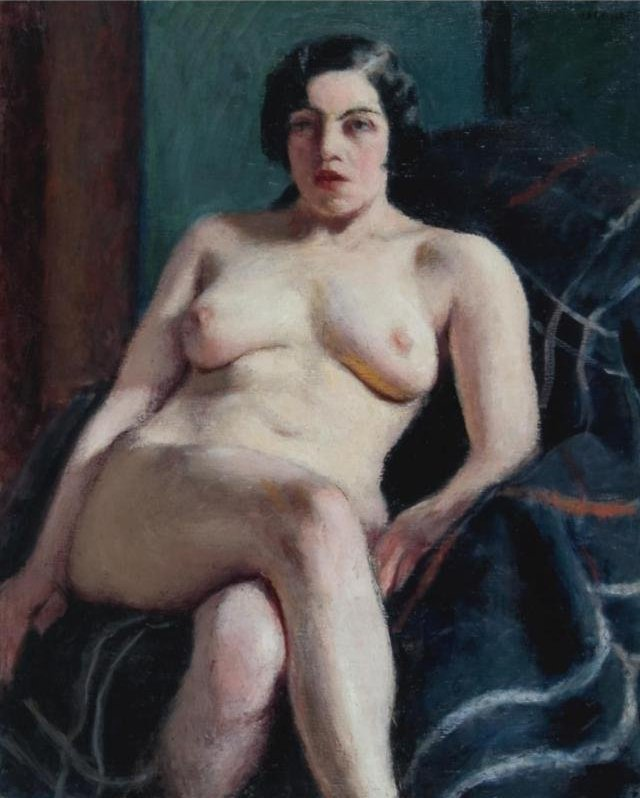
Nude seated on a green rug, circa 1925
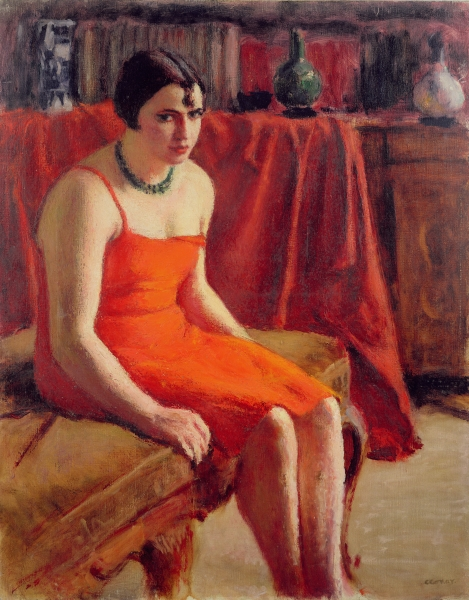
Seated woman in a red dress, circa 1920
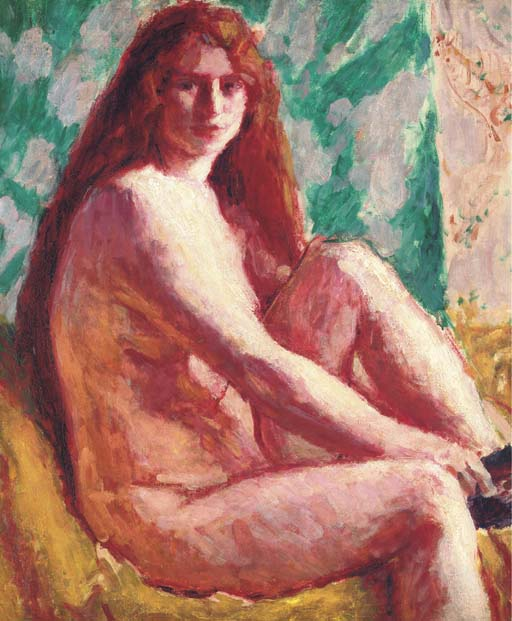
Seated nude with red hair, circa 1900
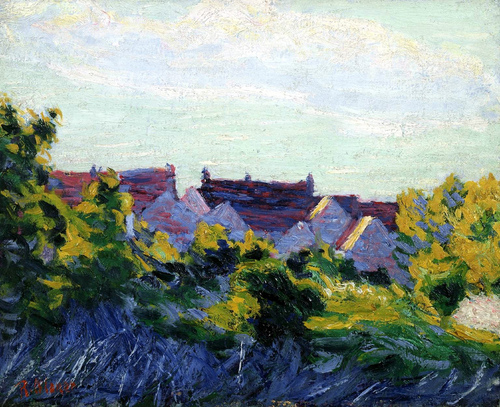
Pont aven, circa 1895
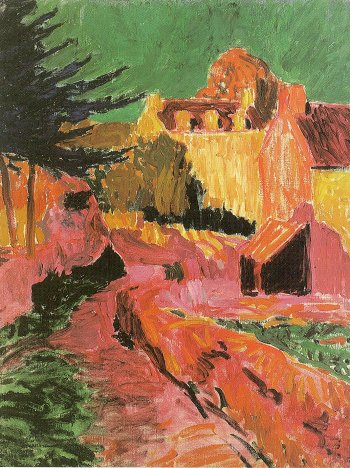
Lezaven, circa 1894
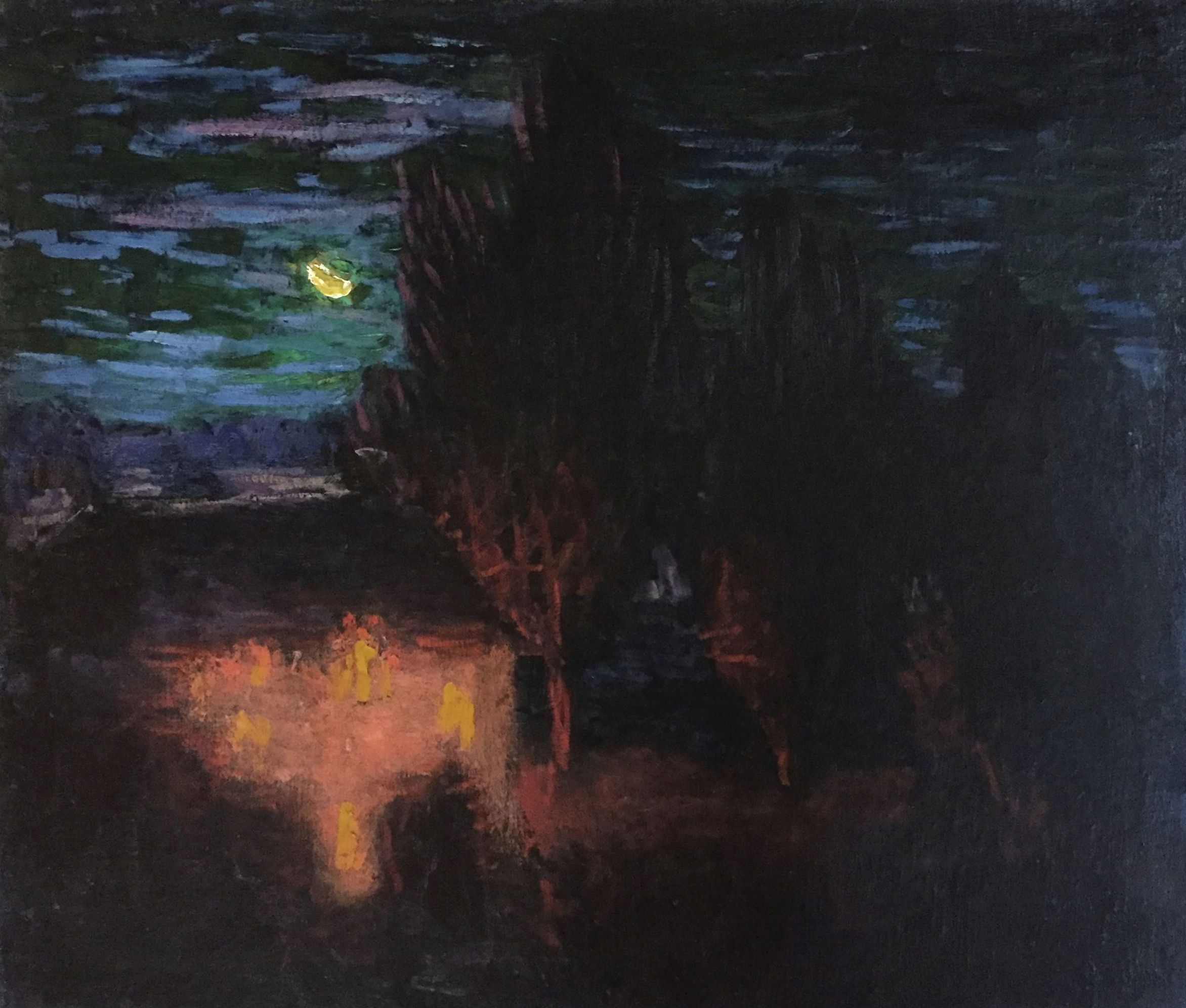
"Les Korrigans sous la lune - The dance of the elves of Pont-Aven" (Moonlit landscape with tall trees) ca. 1898-1900